# Bossòst
Bossòst est une commune de la comarque du Val d'Aran dans la province de Lérida en Catalogne (Espagne). La commune est limitrophe de la France (département de la Haute-Garonne).

## Géographie

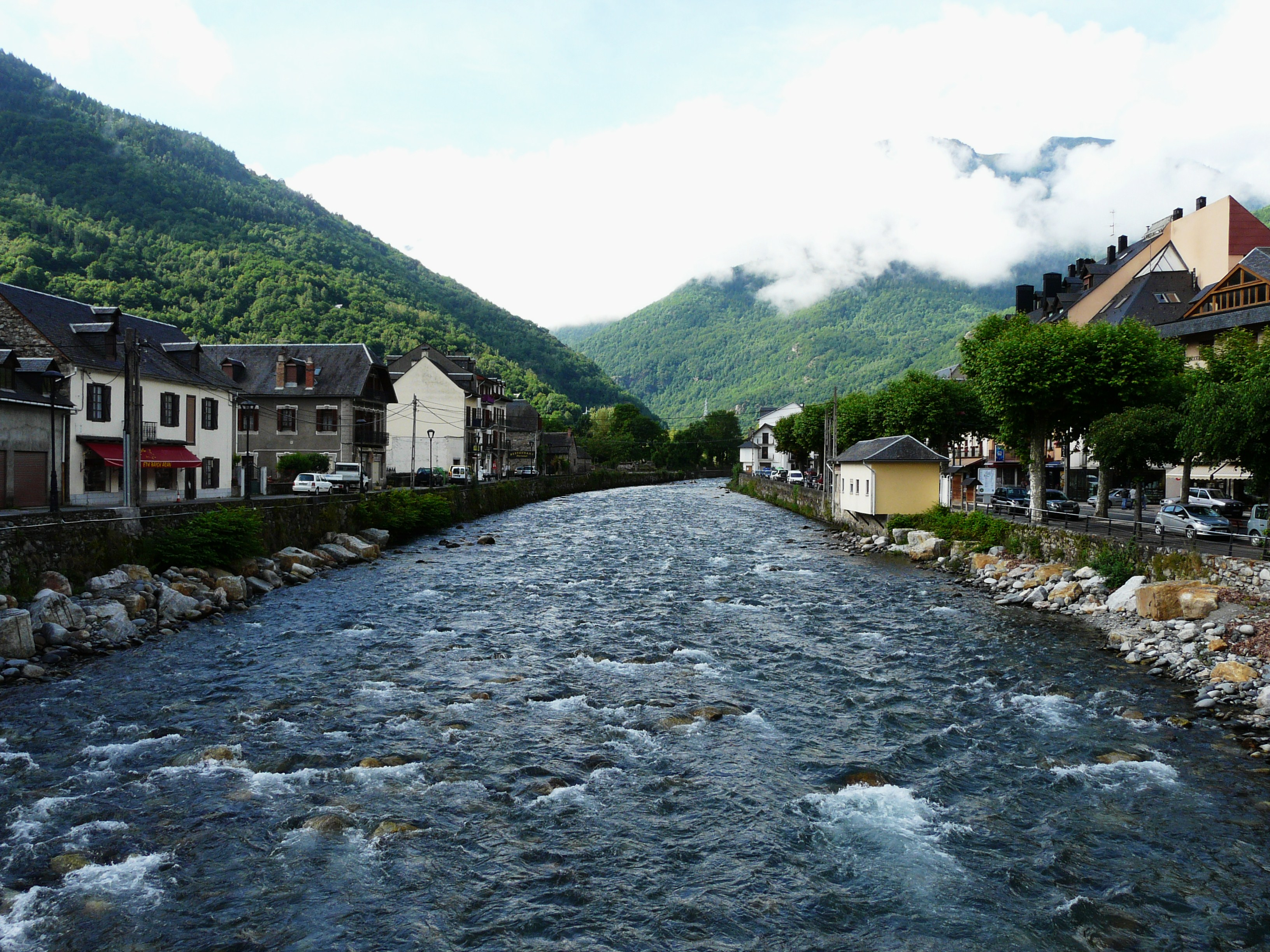
La Garonne dans sa traversée du village de Bossòst.

La municipalité s'étend sur les deux rives de la Garonne, mais le village de Bossòst est principalement implanté en rive gauche, à 712 mètres d'altitude. Située au pied du col du Portillon, qui la relie à Bagnères-de-Luchon, Bossòst est traversée par la route nationale N-230 qui relie Vielha à la France.

### Communes limitrophes
Du nord au sud en passant par l'est, Bossòst est limitrophe de trois autres municipalité aranaises. À l'ouest, elle est limitrophe de cinq communes françaises du département de la Haute-Garonne.

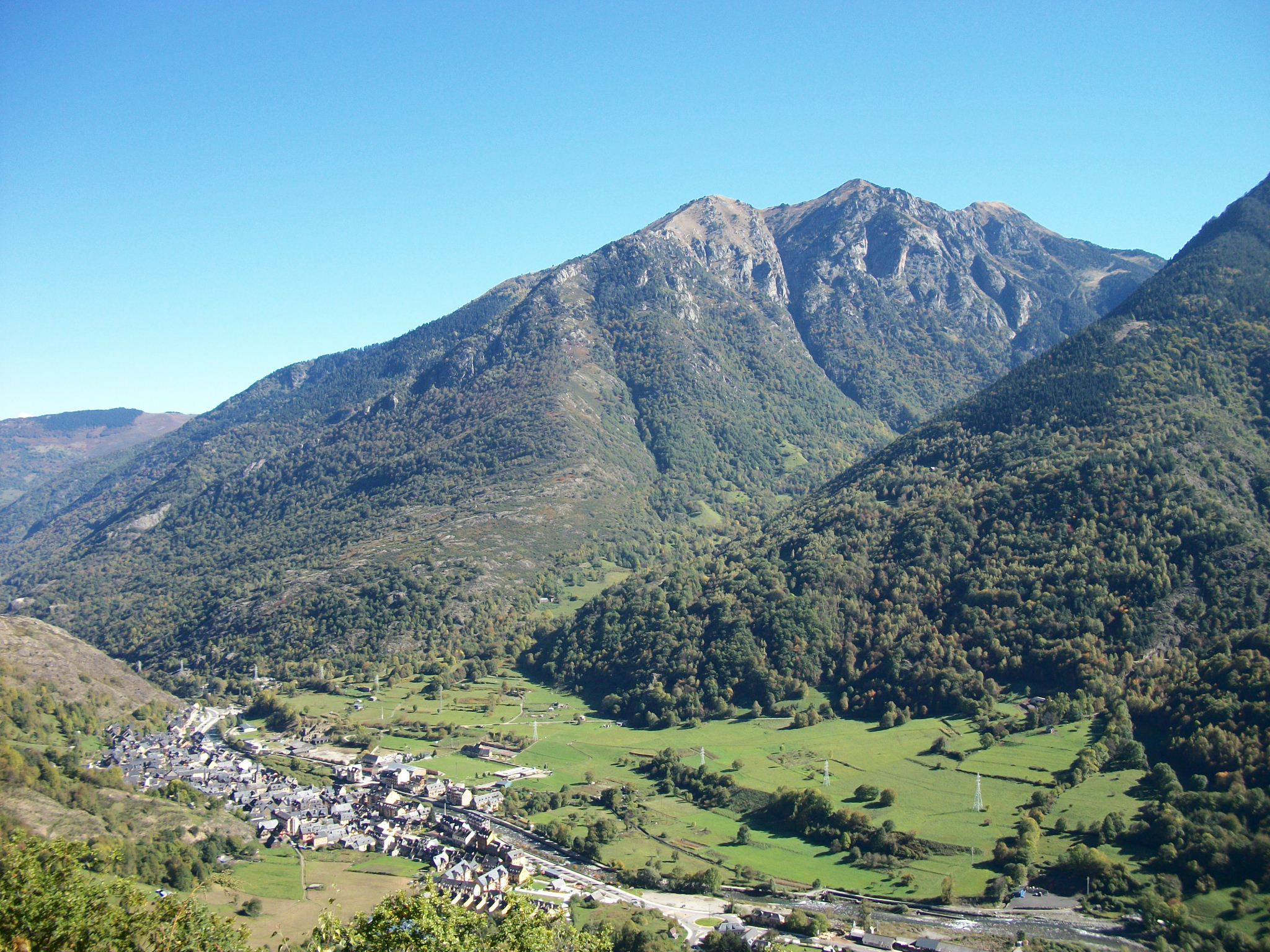
La ville de Bossòst vue depuis la montée vers le col du Portillon.

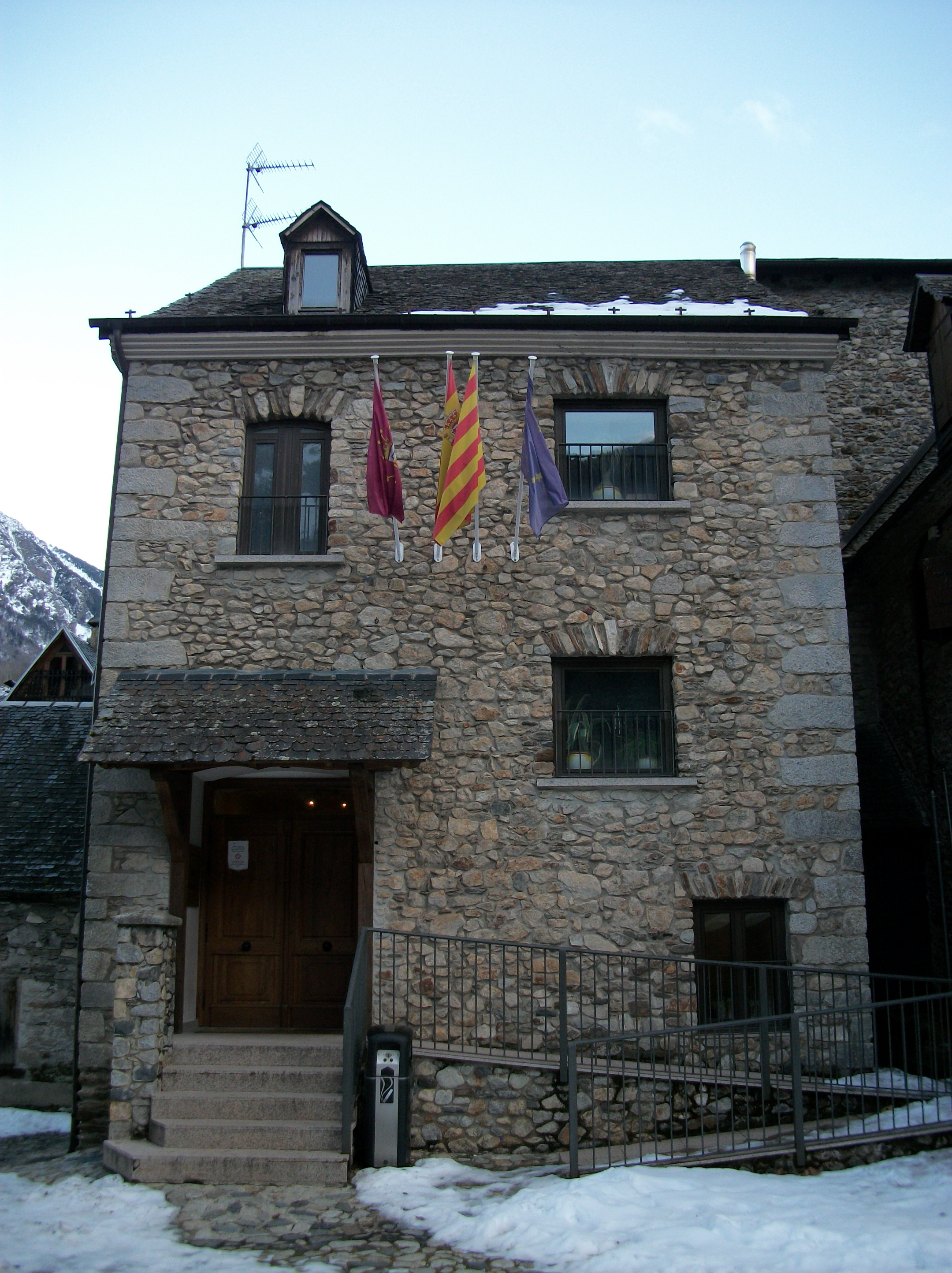
La mairie.

| Sode, Juzet-de-Luchon (France)            |         | Les     |
| Montauban-de-Luchon, Saint-Mamet (France) | Bossòst | Vilamòs |
| Bagnères-de-Luchon (France)               |         | Arres   |

## Démographie
La municipalité compte 1 120 habitants en 2017.
| 2001 | 2003  | 2005  | 2007  | 2009  | 2011  | 2013  | 2015  | 2017  |
| ---- | ----- | ----- | ----- | ----- | ----- | ----- | ----- | ----- |
| 924  | 1 011 | 1 021 | 1 115 | 1 219 | 1 168 | 1 187 | 1 137 | 1 120 |

## Lieux et monuments
Bossòst possède un patrimoine roman : église, nombreuses chapelles comme Sant Joan Crisostomo, Sant Ròc, Sant Sebastian y Sant Fabian.
L'église principale est l'église de l'Assomption (Asunción de María) de style roman qui date du XIIe siècle. C'est une des mieux conservées du val d'Aran. Elle a un plan basilical de trois nefs séparées par des piliers circulaires, et trois absides décorées d'arcatures et de bandes lombardes. La nef centrale est voûtée en berceau, avec des arcs-doubleaux toriques retombant sur les piliers. Les nefs latérales sont des demi-berceaux. L'église possède deux portails : celui du nord a un tympan de marbre noir sculpté, représentant un Christ pantocrator associé aux symboles des quatre évangélistes, le soleil et la lune. Celui du sud présente une double voussure, dont une ornée de billettes, et avec un chrisme sur le tympan.
Accolé à la nef, mais de construction antérieure, le clocher est considéré comme le plus beau clocher roman de la vallée. De plan carré, il est terminé par une flèche couverte d'ardoise. Il présente trois rangs de baies en plein cintre de largeur croissante. Chaque étage est souligné d'une corniche d'arcatures lombardes et d'une frise de dents d'engrenage.

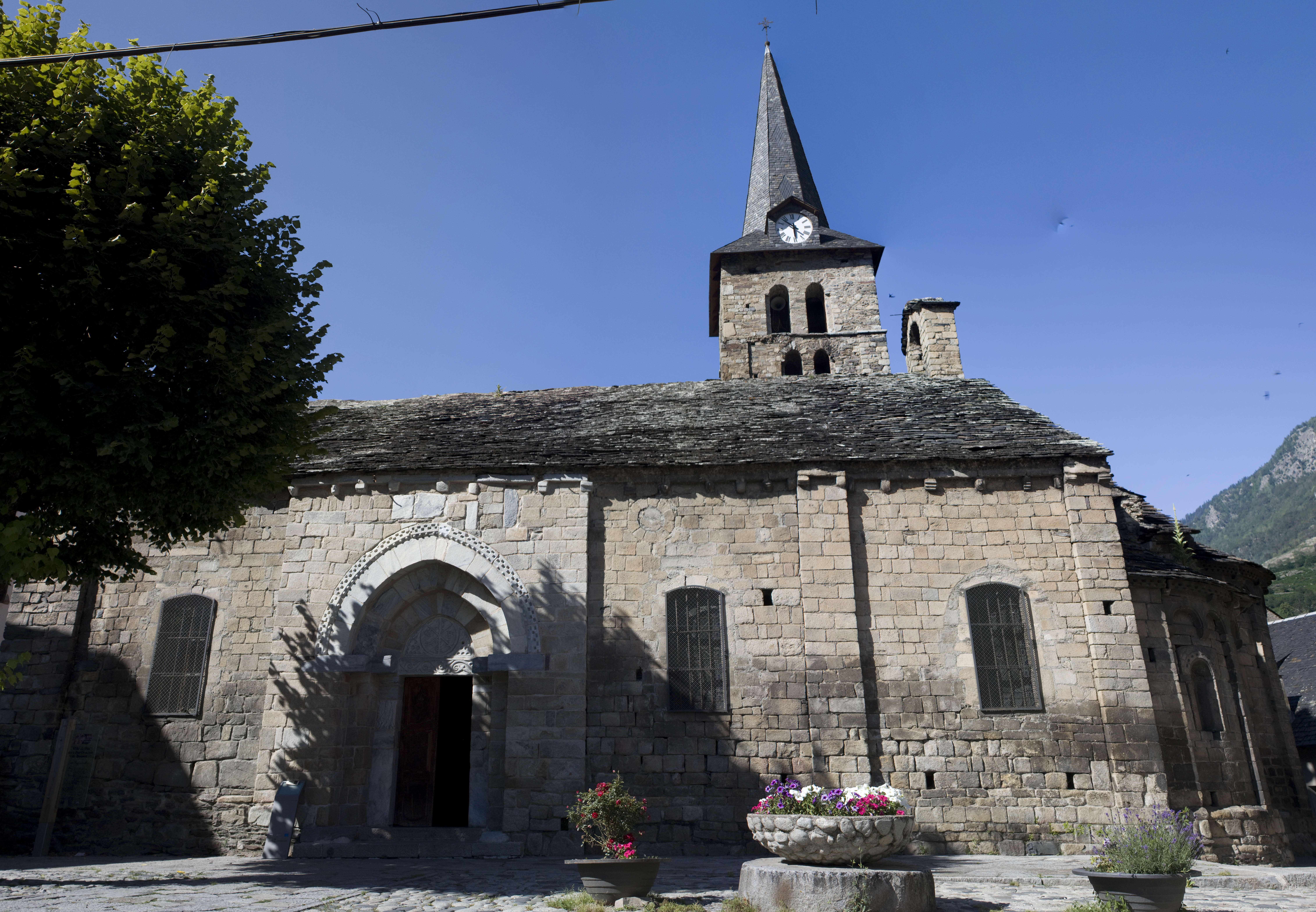
L'église de l'Assomption.
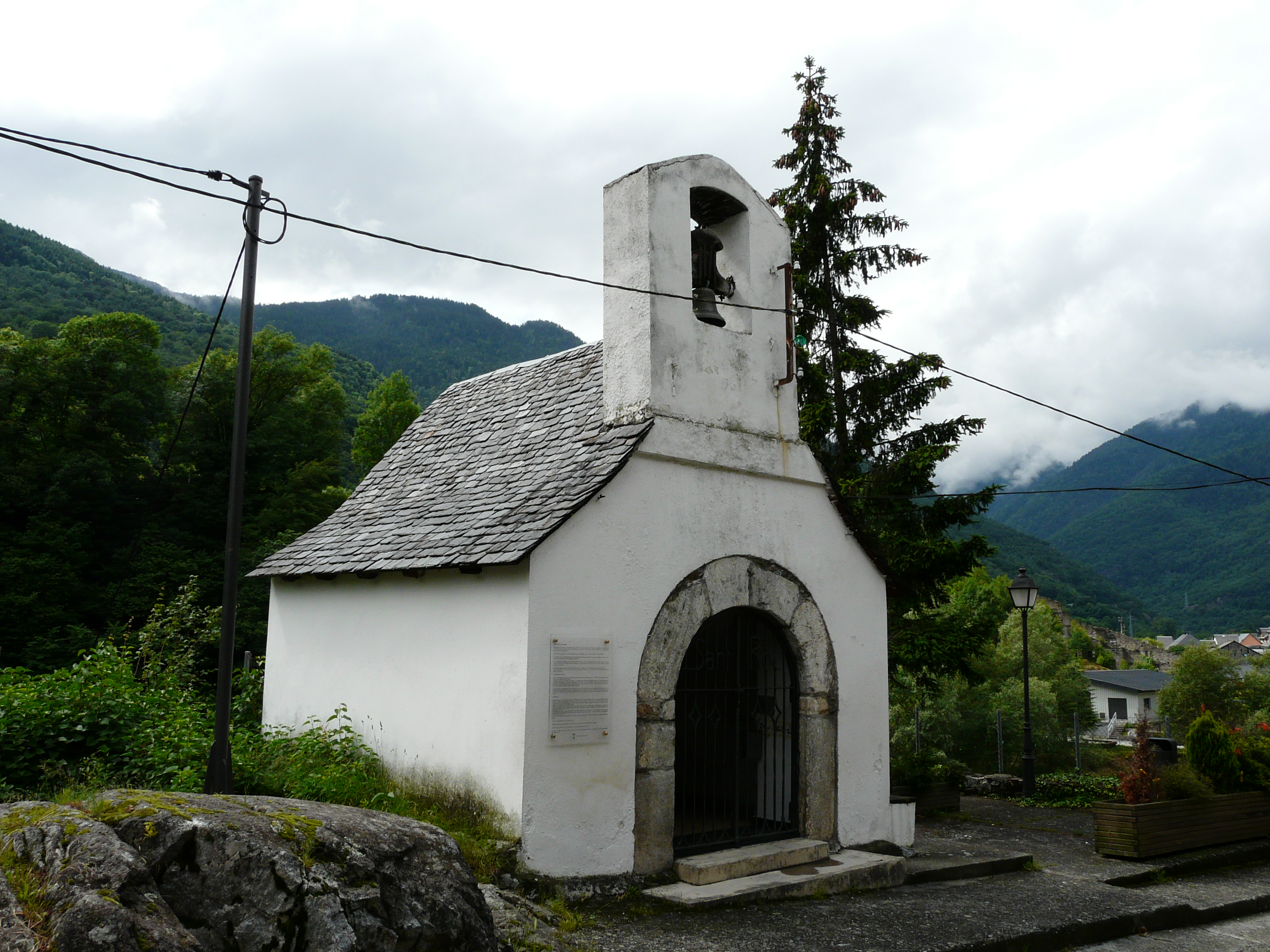
La chapelle Sant Ròc.
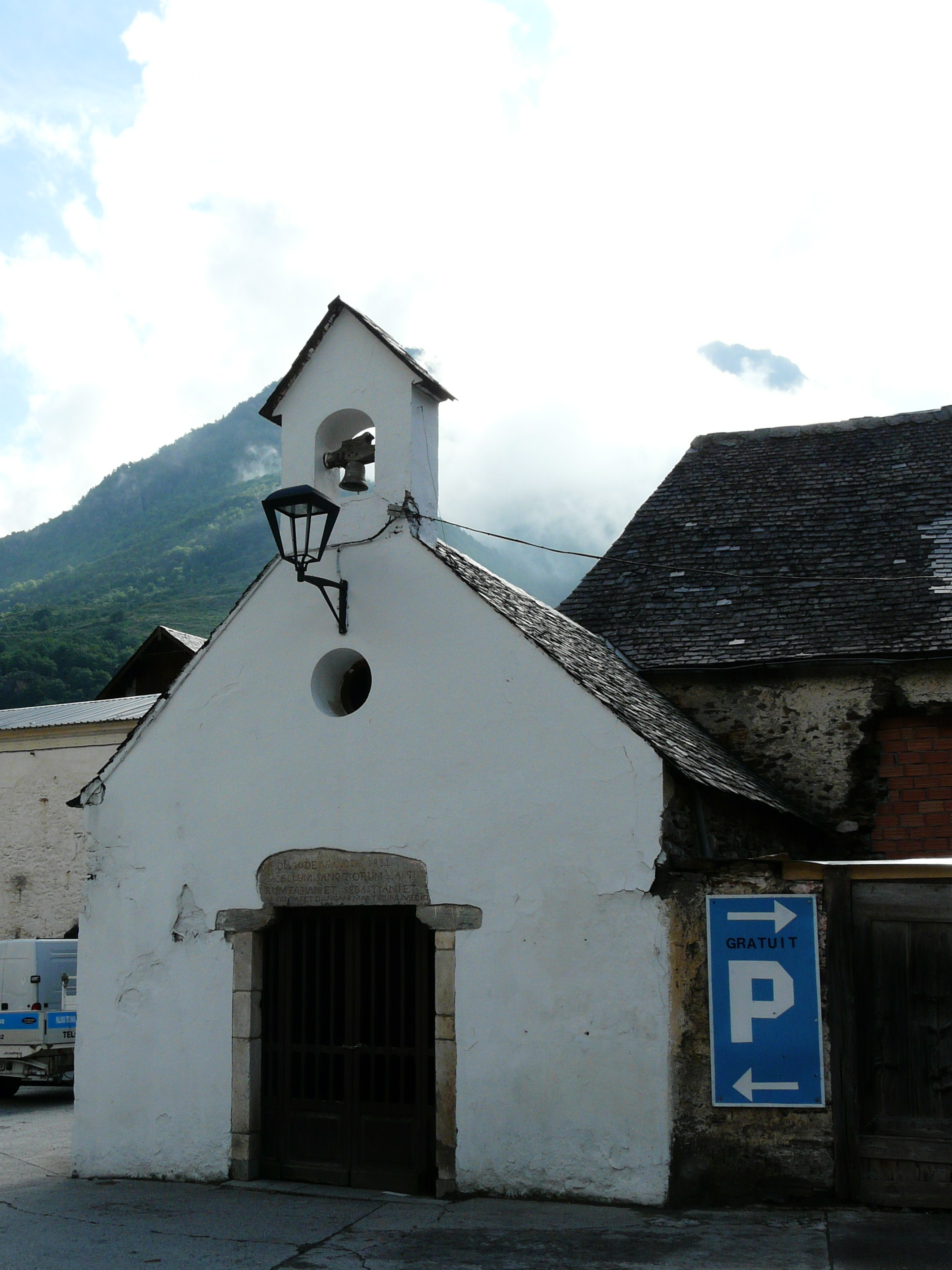
La chapelle Sant Sebastian y Sant Fabian.
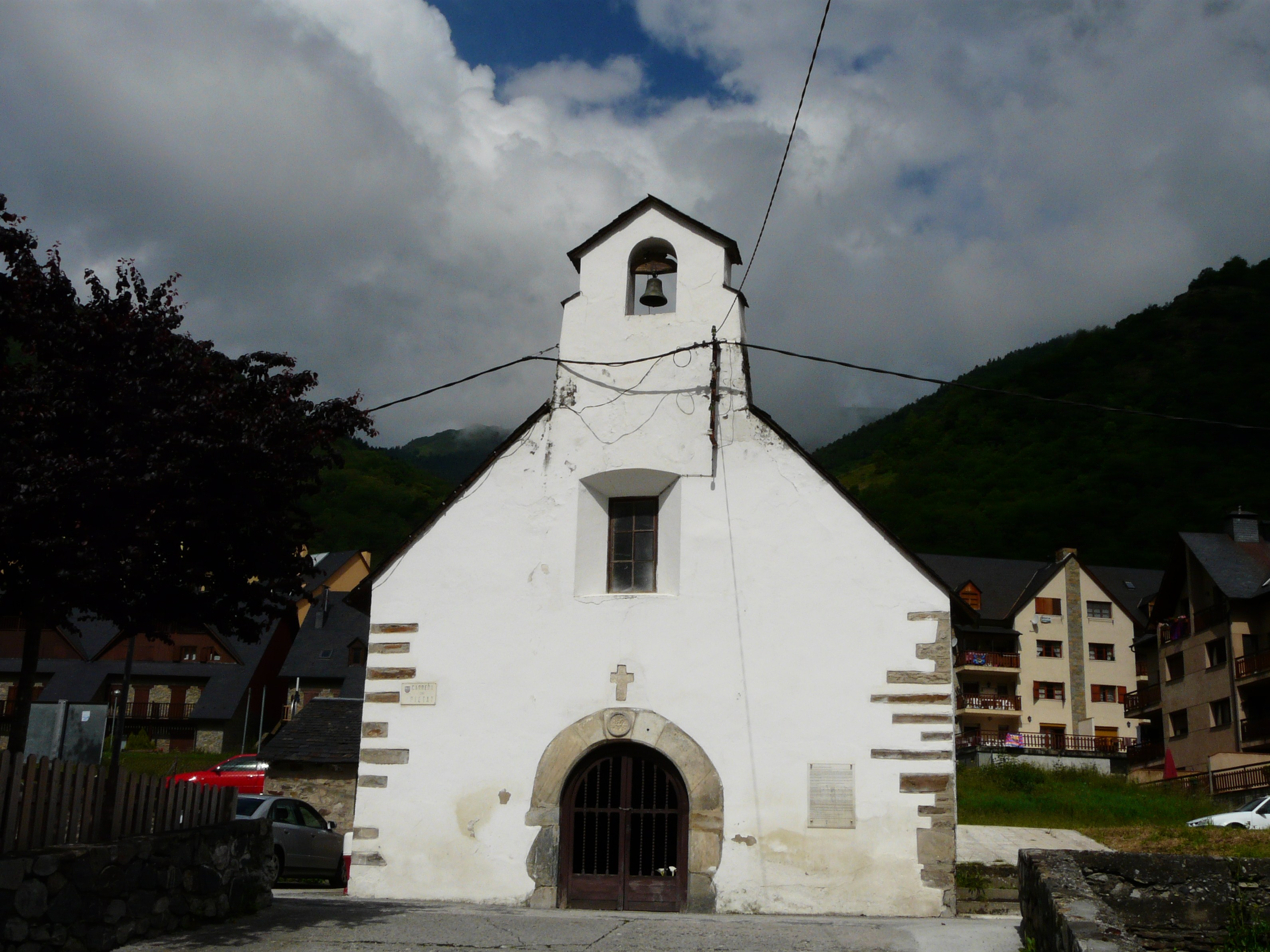
La chapelle de la Pietat.

## Économie
L'économie est majoritairement tournée vers le tourisme avec ses nombreuses boutiques, restaurants, hôtels et son parc animalier.

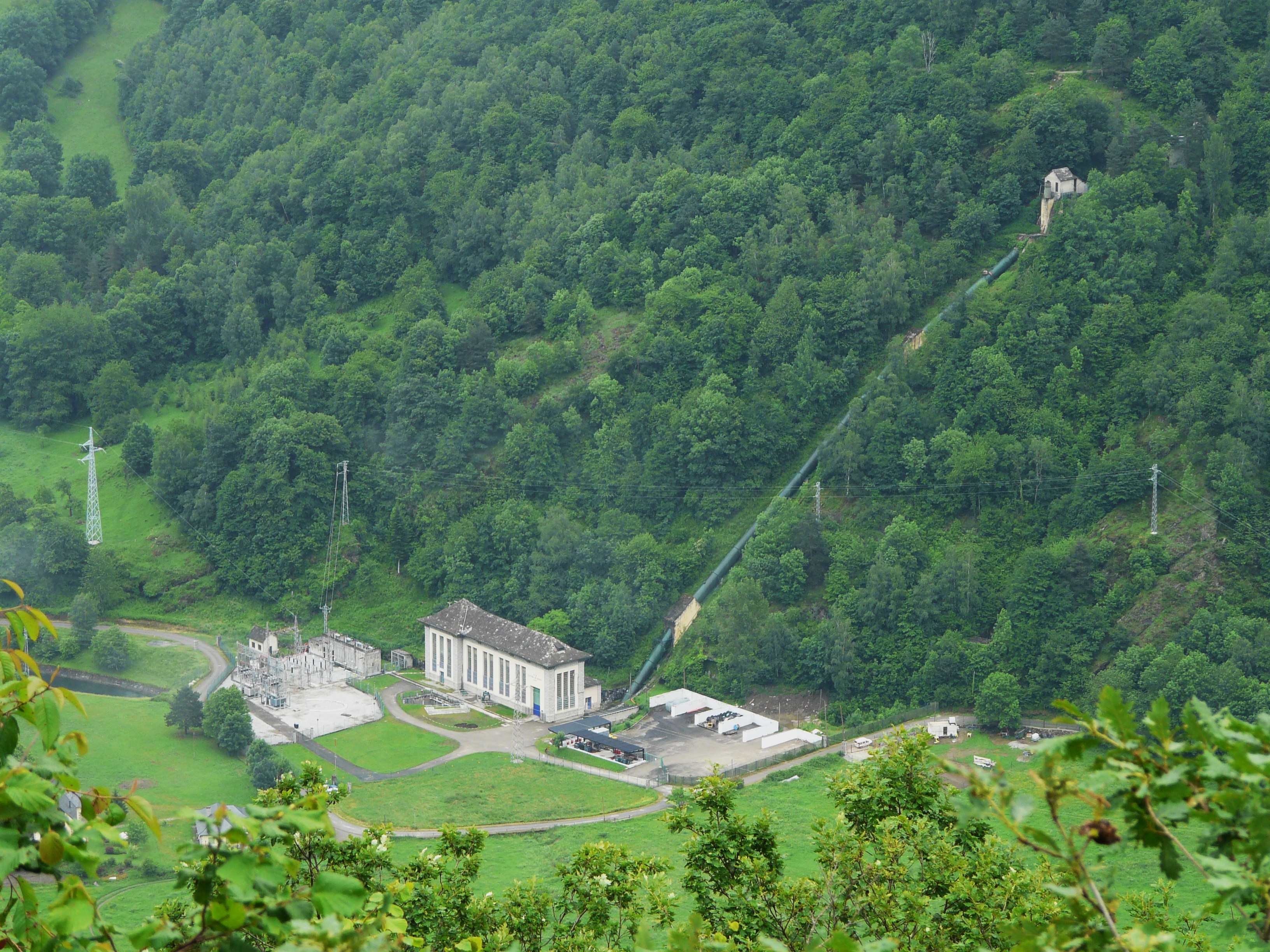
La grande centrale hydroélectrique de Bossòst.
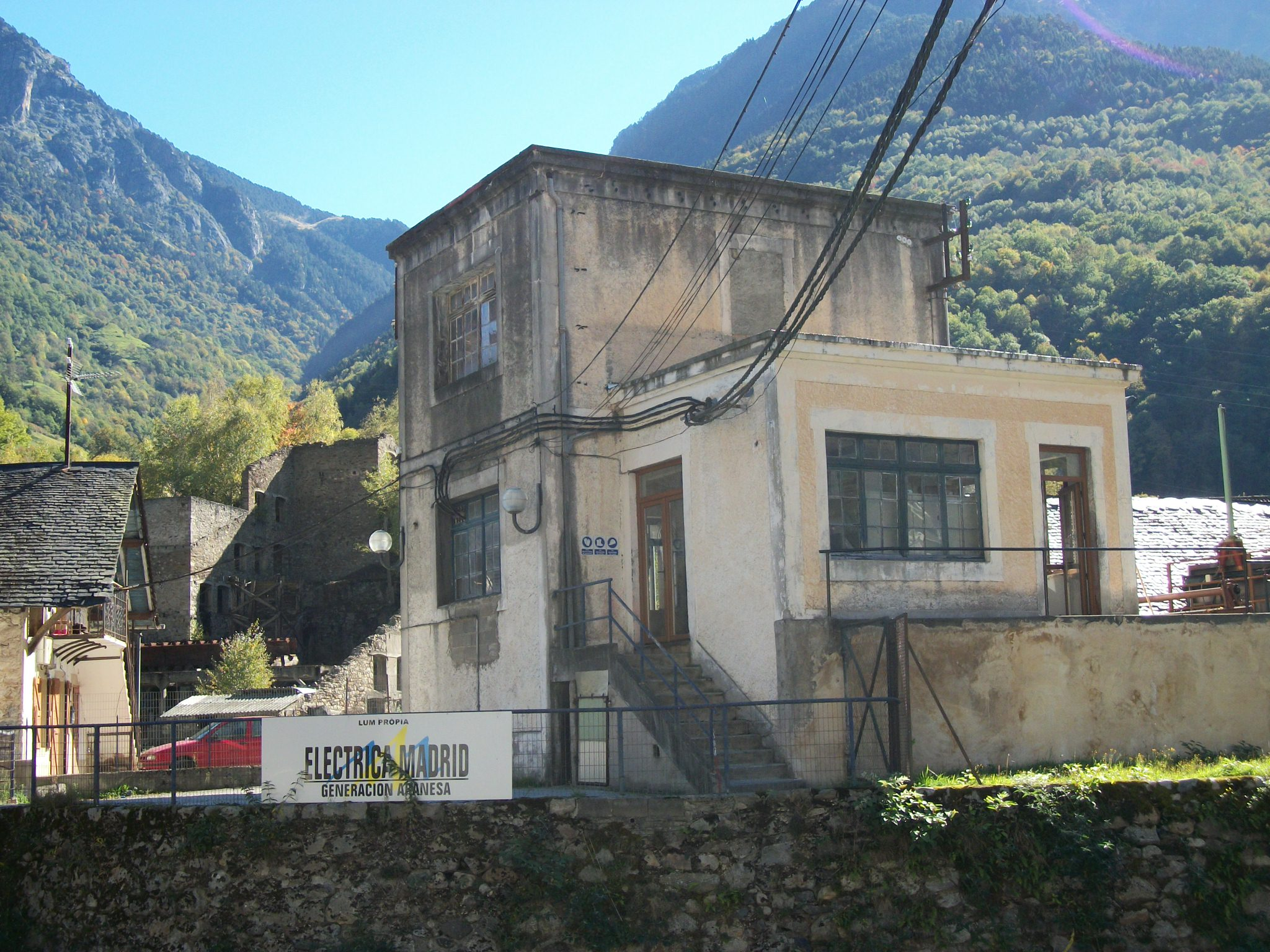
Petite centrale hydroélectrique du centre-ville de Bossòst.

## Culture et loisirs
Le parc animalier Aran Park de Bossòst d'une vingtaine d'hectares présente des animaux pyrénéens et des animaux originaires d'autres régions en semi-liberté : marmottes, loutres, isards, loups, loups blanc, ours brun, vautours fauve, lynx, grand tétras, mouflons de Corse, gélinotte des bois, daims, bouquetins ibériques, hibou grand-duc, cerfs, chevreuils, à la fin du parcours un centre d'interprétation vient compléter la découverte des animaux.

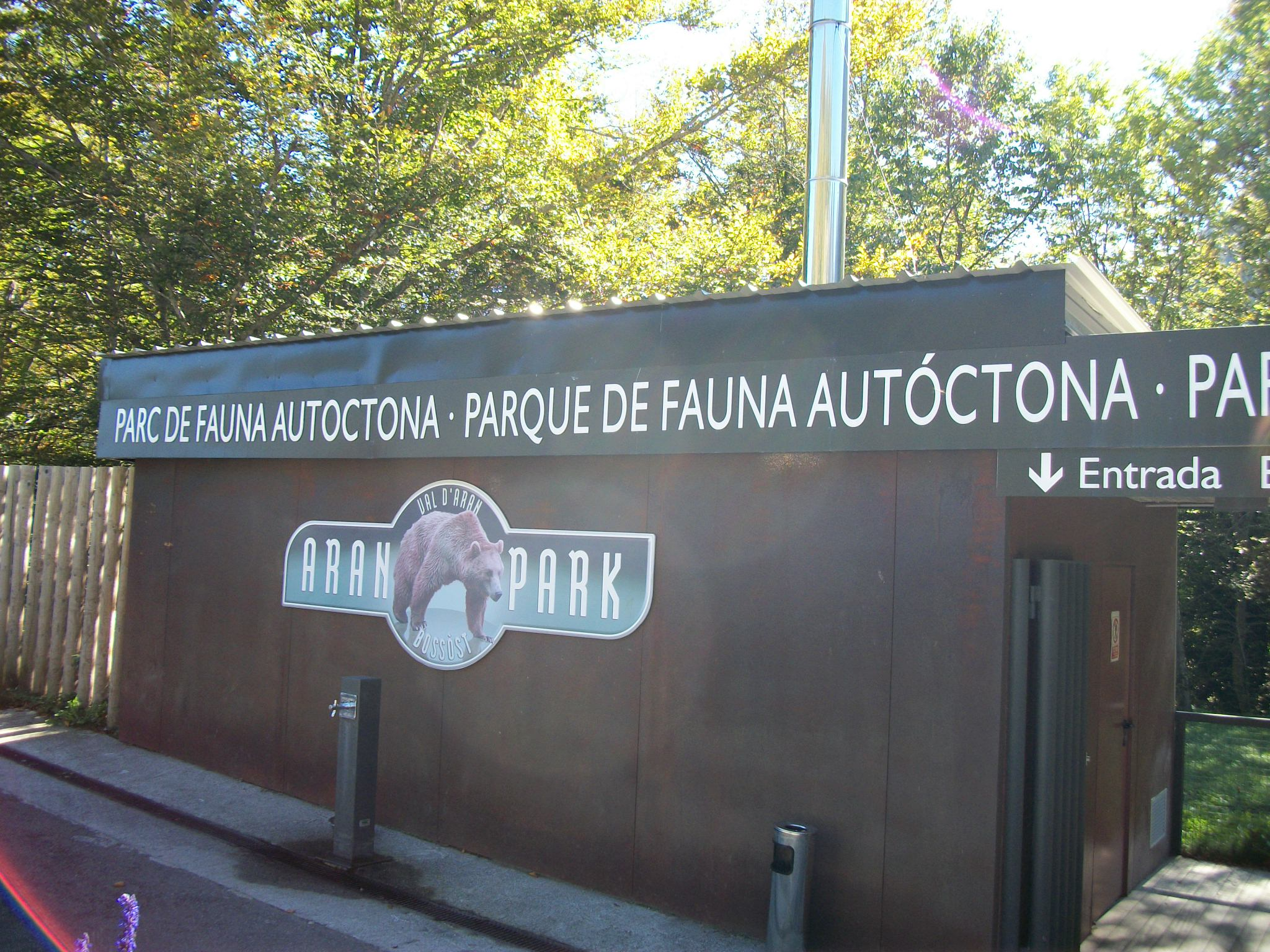
Entrée du parc animalier Aran Park.
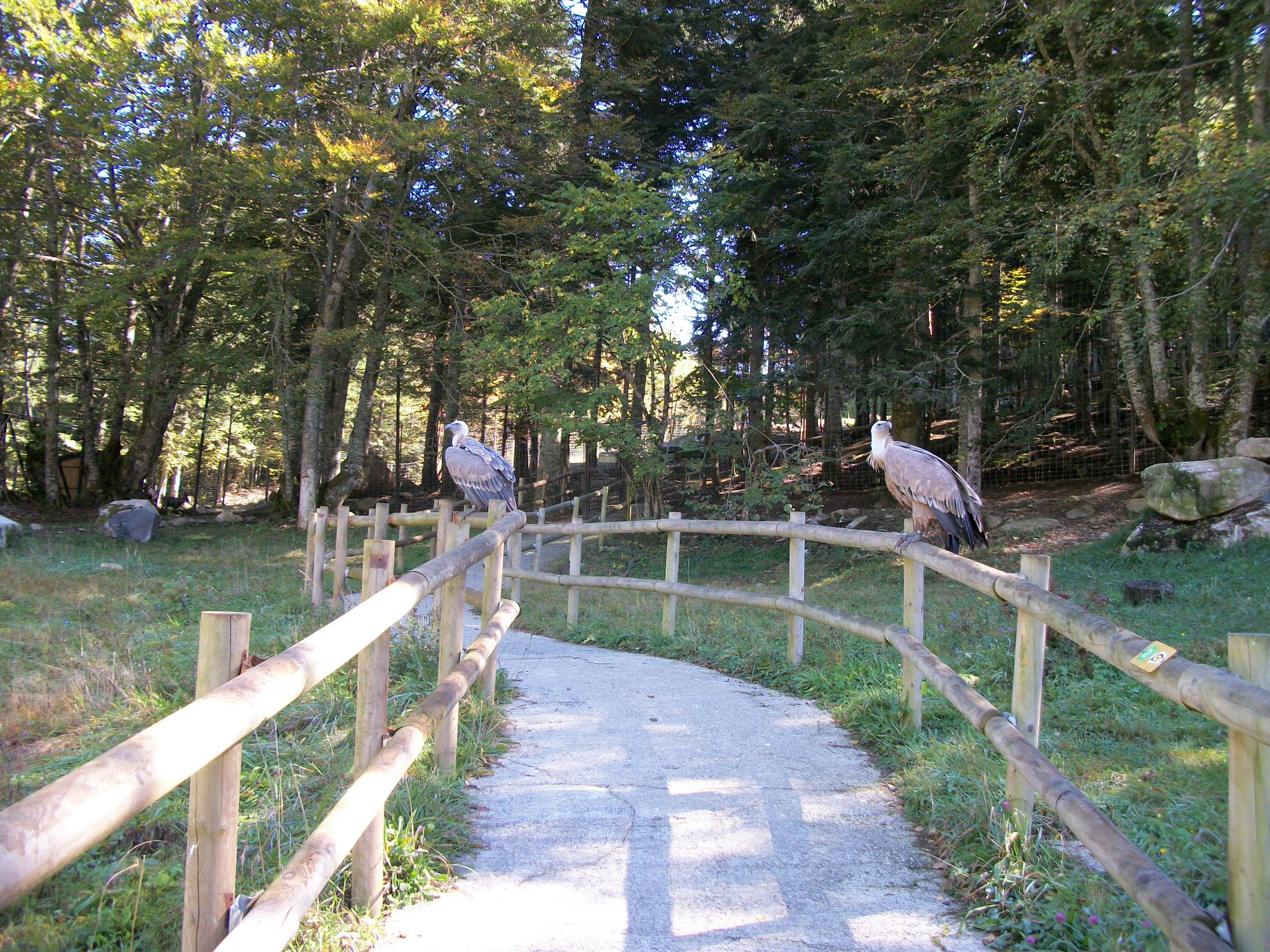
Deux vautours fauve.
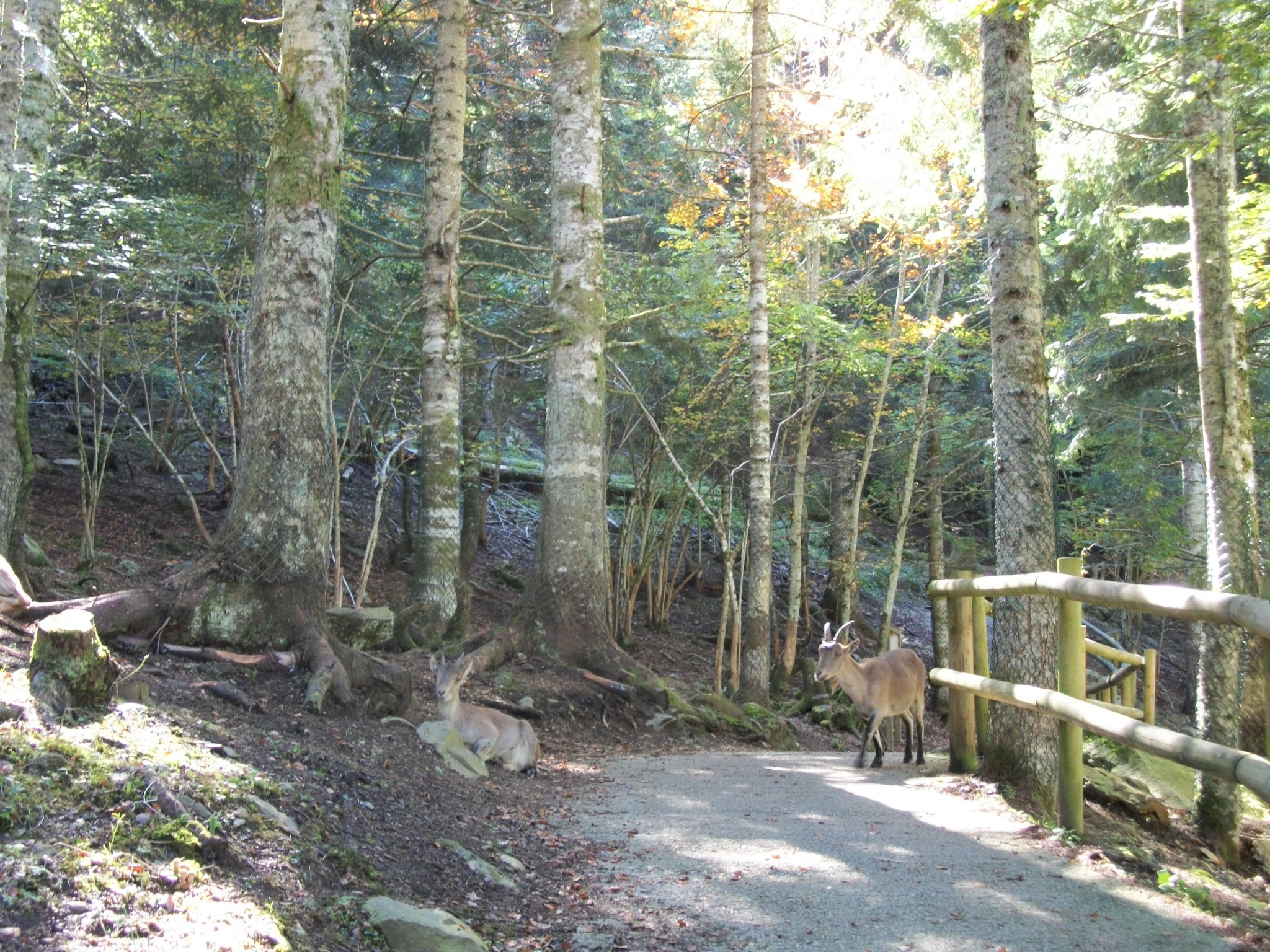
Des bouquetins ibériques femelles.
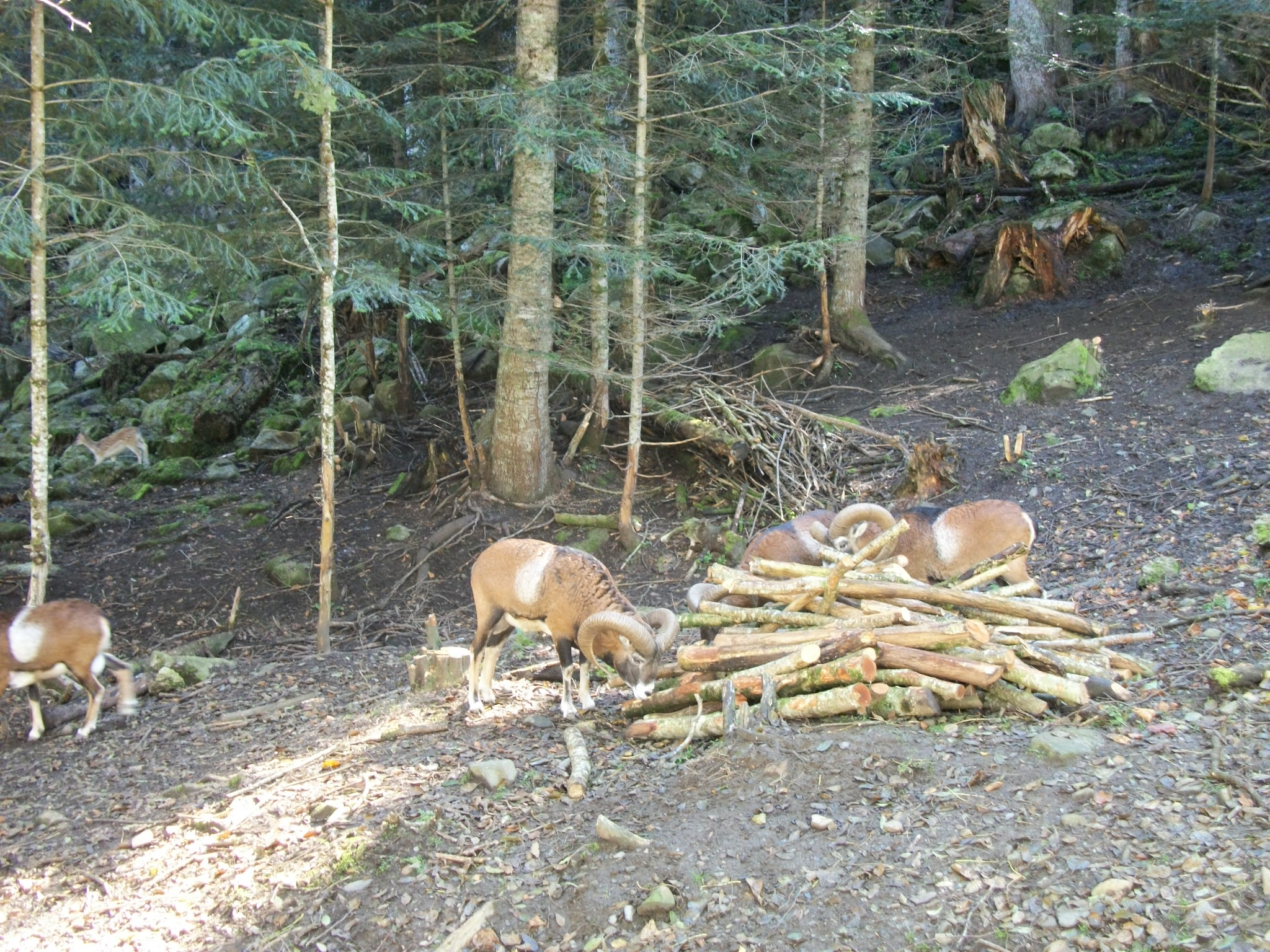
Des mouflons de Corse.
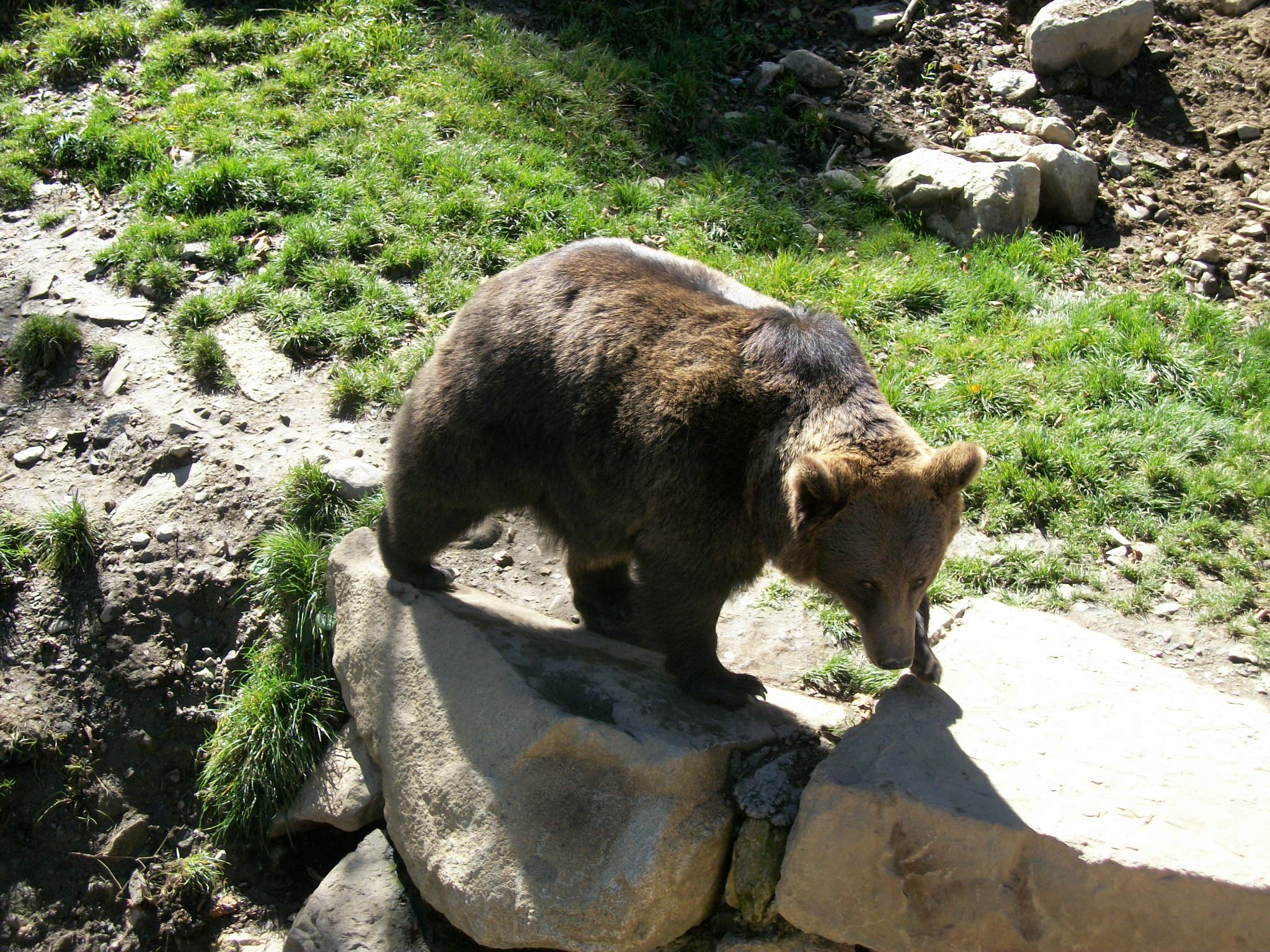
Un ours brun.
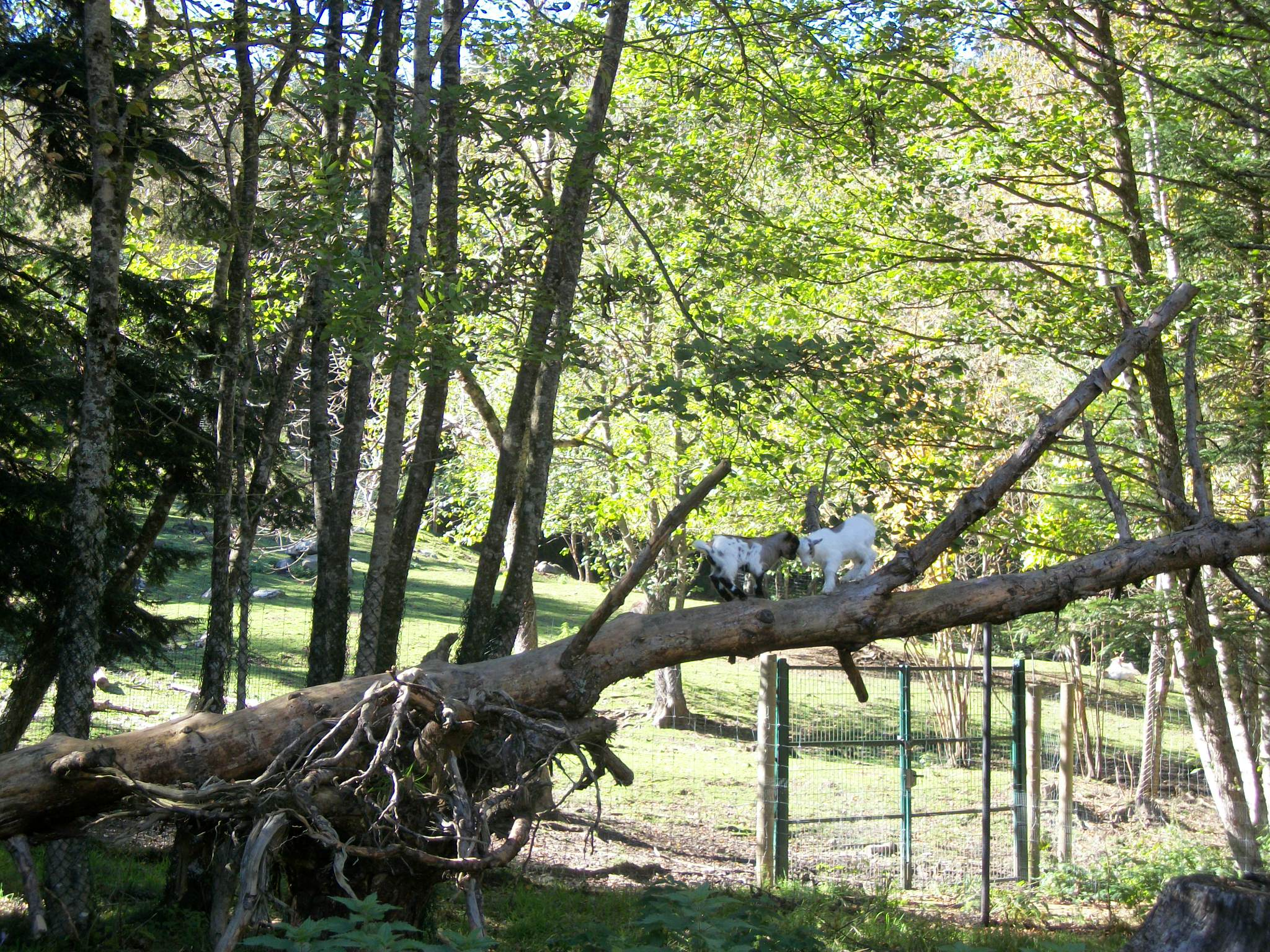
Deux petites chèvres jouant.

## Particularité
Le club de football local, l'Union Esportiva de Bossòst, joue dans les divisions inférieures du championnat de France et non d'Espagne.

## Personnalités liées à la commune
- Josèp Condò Sambeat (1867-1919), écrivain et prêtre.